# Дамендорф
Дамендорф (њем. Damendorf) општина је у њемачкој савезној држави Шлезвиг-Холштајн. Једно је од 165 општинских средишта округа Рендсбург. Према процјени из 2010. у општини је живјело 434 становника. Посједује регионалну шифру (AGS) 1058039.

## Географски и демографски подаци
Дамендорф се налази у савезној држави Шлезвиг-Холштајн у округу Рендсбург. Општина се налази на надморској висини од 22 метра. Површина општине износи 7,5 km². У самом мјесту је, према процјени из 2010. године, живјело 434 становника. Просјечна густина становништва износи 58 становника/km².